# Айдарли (Жамбильський район)
Айдарли́ (каз. Айдарлы) — село у складі Жамбильського району Алматинської області Казахстану. Адміністративний центр та єдиний населений пункт Айдарлинського сільського округу.
Населення — 855 осіб (2021; 1251 у 2009, 1246 у 1999, 2003 у 1989).